# Попова Мельница
Попова Мельница — село в Барышском районе Ульяновской области, относится к Малохомутерскому поселению.

## Географическое положение
Расположено в 8 км севернее районного центра — города Барыш. Протекают 2 реки: Барыш и Рачамайка.
В селе две улицы: Садовая и Советская. Проходит автомобильная дорога.

## Название
Название села происходит, по одной из версий, от фамилии местного зажиточного жителя, владевшего здесь мельницей, по другой версии, такое имя село получило из-за того, что мельницей владел священнослужитель.

## История
Село Попова Мельница основано в XIX веке.
До отмены крепостного права село относилось к удельному имению.
В 1859 году деревня Попова Мельница входила в Карсунский уезд Симбирской губернии.
Первоначально относилось к Старозиновьевской волости Карсунского уезда Симбирской губернии. До революции в селе работала общественная мельница. Была в Поповой Мельнице также школа, работавшая и в советские времена (в настоящее время закрыта).
Село было основным центром расселения в Симбирской губернии старообрядцев — последователей Спасово согласия. В Поповой Мельнице находился их скит.
Жители села, придерживавшиеся официального Православия, были прихожанами церкви Покрова Пресвятой Богородицы, располагавшейся в селе Малая Хомутерь.
Советская власть в селе была окончательно установлена в период с 25 по 27 августа 1918 года, когда части 1-й революционной армии вместе с отрядами рабочих суконных фабрик выбили из него белогогвардейцев и отряды чехов.
В период советской власти Попова Мельница являлось центром Поповомельничского сельсовета.
В центре села в 1966 году установлен памятник 149 воинам-уроженцам Поповой Мельницы, погибшим в годы Великой Отечественной войны.
С 2004 года входит в состав Малохомутёрского сельского поселения.

## Население
В 1859 году 64 двора 453 человека.
В 1900 году в дер. Поповой Мельнице (при рч. Арчемаске) в 117 дворах жило: 322 м и 325 ж.;
В 1913 году численность населения села составляла 956 жителей, главным образом старообрядцев.
В 1996 году общее число жителей составляло 142 человека.
| 2010 |
| ---- |
| 80   |

## Достопримечательности
- Обелиск воинам, погибшим в ВОВ (1970)[16]

## Экономика
Действовали колхозы «Луч» и колхоз имени Ленина, в 1990-е годы он был преобразован в сельскохозяйственный производственный кооператив имени Ленина, который в 2008 году прекратил своё существование. В селе действует частная пилорама.
В Поповой Мельнице работает магазин Барышского райпо.

## Инфраструктура и транспорт
Общая протяжённость водопроводной сети, построенной в 1980 году, составляет 3,6 км. Источниками водоснабжения являются водонапорная башня системы Рожновского, введённая в эксплуатацию в 1977 году и 16 колонок. На начало 2017 года Попова Мельница не газифицирована.
Общественный транспорт связывает село с посёлками Красный Барыш, Опытный, сёлами Малая Хомутерь, Новый Дол, Степановка.
Фельдшерско-акушерский пункт и школа в Поповой Мельнице отсутствует.